# Паштешти (Алба)
Паштешти (рум. Păștești) насеље је у Румунији у округу Алба у општини Појана Вадулуј. Oпштина се налази на надморској висини од 1037 m.

## Становништво
Према подацима из 2002. године у насељу је живело 153 становника, од којих су сви румунске националности.